# São Barnabé
 São Barnabé ist ein portugiesisches Dorf und Ortsteil (Freguesia) in der Gemeinde Almodôvar im Distrikt Beja in Süd-Portugal, mit einer Fläche von 141,7 km² und 371 Einwohnern (Stand 19. April 2021). Dies ergibt eine Einwohnerdichte von 2,6 Einwohnern/km².